# Sükhbaatar (ville)
Pour les articles homonymes, voir Sukhbaatar.
Sükhbaatar (mongol (écriture mongole) : ᠰᠦᠬᠡᠪᠠᠭᠠᠲᠤᠷ ; mongol (écriture cyrillique) : Сүхбаатар) est un sum et la capitale de la province de Selenge, située sur l'Orkhon au nord de la Mongolie
La ville compte environ 19 700 habitants.
La ville a été baptisée en hommage au leader de la révolution mongole Damdin Sükhbaatar.

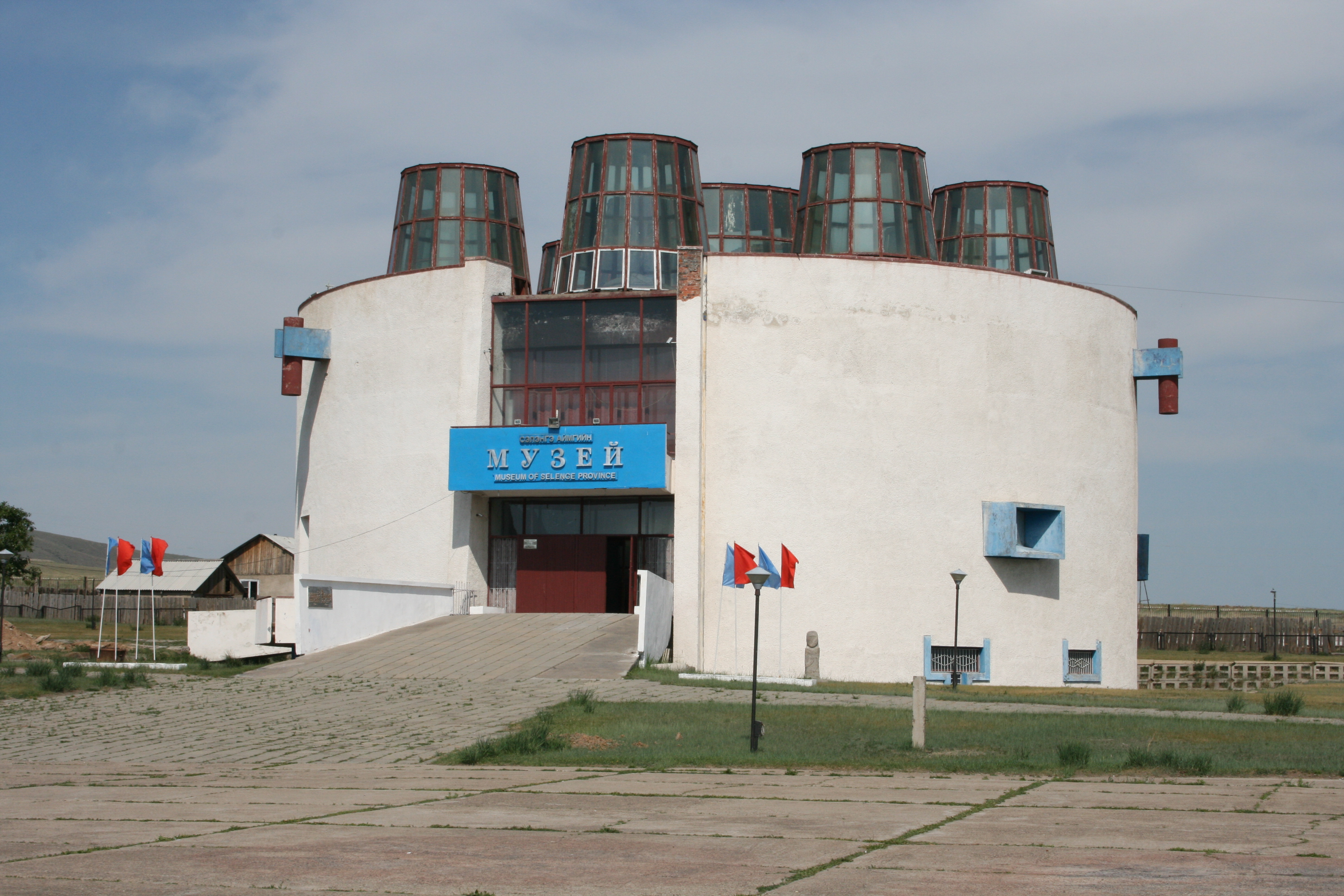
Musée provincial de Selenge, à Sükhbaatar.

## Transports
Elle possède une gare ferroviaire du Transmongol, et en est la gare la plus au Nord de la Mongolie, la gare suivante étant Naouchki, en Russie.